# Вольная борьба на летних Олимпийских играх 1972 — до 100 кг
Соревнования по вольной борьбе в рамках Олимпийских игр 1972 года в тяжёлом весе (до 100 килограммов) прошли в Мюнхене с 27 по 31 августа 1971 года во «Wrestling-Judo Hall».
Турнир проводился по системе с начислением штрафных баллов.
- 0 штрафных очков в случае чистой победы или дисквалификации противника, а также неявки;
- 0,5 штрафных очка в случае победы ввиду явного технического превосходства (на восемь и более баллов);
- 1 штрафное очко в случае победы по баллам (с разницей менее восьми баллов);
- 2 штрафных очка в случае результативной ничьей;
- 2,5 штрафных очка в случае безрезультатной ничьей (пассивной ничьей);
- 3 штрафных очка в случае поражения по баллам (с разницей менее восьми баллов);
- 3,5 штрафных очка в случае поражения ввиду явного технического превосходства соперника (на восемь и более баллов);
- 4 штрафных очка в случае чистого поражения или дисквалификации а также неявки.

Трое оставшихся борцов выходили в финал, где проводили встречи между собой. Встречи между финалистами, состоявшиеся в предварительных схватках, шли в зачёт. Схватка по регламенту турнира продолжалась 9 минут в три трёхминутных периода, в партер ставили менее активного борца. Мог быть назначен овертайм. 
В тяжёлом весе боролись 17 участников. Самым молодым участником был 22-летний Эначе Панаит, самым возрастным 34-летний Абольфазл Анвари. Можно было считать что безальтернативным фаворитом был чемпион Европы Иван Ярыгин. Достаточно сильными борцами были например венгр Йожеф Чатари, монгол Хорлоогийн Баянмунх, болгарин Васил Тодоров, но они не были «звёздными» борцами, и серьёзной конкуренции Ярыгину составить не могли. Иван Ярыгин все свои семь встреч закончил чистыми победами, положив всех своих противников на лопатки, и установив рекорд по продолжительности всех поединков в ходе турнира: чуть более 16 минут на все встречи. В финал вместе с Ярыгиным вышли  Хорлоогийн Баянмунх и Йожеф Чатари. В их встрече победил монгольский борец, и стал серебряным призёром, а Чатари — бронзовым. 

## Призовые места
- Иван Ярыгин (URS)
- Хорлоогийн Баянмунх (MGL)
- Йожеф Чатари (HUN)

## Первый круг
| Штрафных баллов | Участник 1                | Результат   | Участник 2            | Штрафных баллов |
| --------------- | ------------------------- | ----------- | --------------------- | --------------- |
| 1               | Васил Тодоров (BUL)       | По очкам    | Герд Бахманн (GDR)    | 4               |
| 0               | Иван Ярыгин (URS)         | Туше (0:27) | Бруно Ютцелер (SUI)   | 4               |
| 0               | Харри Джерис (CAN)        | Туше (1:24) | Сицуо Яда (JPN)       | 4               |
| 0               | Эначе Панаит (ROU)        | Туше (5:08) | Роберт Н'Диайе (SEN)  | 4               |
| 1               | Абольфазл Анвари (IRI)    | По очкам    | Карел Энгел (TCH)     | 3               |
| 1               | Хорлоогийн Баянмунх (MGL) | По очкам    | Альфонс Хечер (FRG)   | 3               |
| 1               | Йожеф Чатари (HUN)        | По очкам    | Хенк Шенк (USA)       | 3               |
| 1               | Рышард Длугож (POL)       | По очкам    | Джулио Тамуссин (ITA) | 3               |
| 1               | Рышард Длугож (POL)       | По очкам    | Джулио Тамуссин (ITA) | 3               |
| 0               | Алааттин Йилдирим (TUR)   | Пропускал   |                       |                 |

## Второй круг
| Штрафных баллов | Участник 1                | Результат   | Участник 2               | Штрафных баллов |
| --------------- | ------------------------- | ----------- | ------------------------ | --------------- |
| 1               | Васил Тодоров (BUL)       | Неявка      | Алааттин Йилдирим (TUR)¹ | 4               |
| 0               | Иван Ярыгин (URS)         | Туше (2:11) | Герд Бахманн (GDR)       | 8               |
| 4               | Бруно Ютцелер (SUI)       | Туше (4:20) | Сицуо Яда (JPN)          | 8               |
| 1               | Эначе Панаит (ROU)        | По очкам    | Харри Джерис (CAN)       | 3               |
| 1               | Абольфазл Анвари (IRI)    | Туше (2:09) | Роберт Н'Диайе (SEN)     | 8               |
| 1               | Хорлоогийн Баянмунх (MGL) | Туше (1:32) | Карел Энгел (TCH)        | 7               |
| 4               | Альфонс Хечер (FRG)       | По очкам    | Хенк Шенк (USA)          | 6               |
| 1               | Йожеф Чатари (HUN)        | Туше (8:28) | Рышард Длугож (POL)      | 5               |
| 3               | Джулио Тамуссин (ITA)     | Пропускал   |                          |                 |

¹ Снялся с соревнований

## Третий круг
| Штрафных баллов | Участник 1                | Результат               | Участник 2             | Штрафных баллов |
| --------------- | ------------------------- | ----------------------- | ---------------------- | --------------- |
| 1,5             | Васил Тодоров (BUL)       | За явным превосходством | Джулио Тамуссин (ITA)  | 6,5             |
| 0               | Иван Ярыгин (URS)         | Туше (2:20)             | Харри Джерис (CAN)     | 7               |
| 1               | Эначе Панаит (ROU)        | Туше (7:42)             | Бруно Ютцелер (SUI)    | 8               |
| 1               | Хорлоогийн Баянмунх (MGL) | Туше (2:04)             | Абольфазл Анвари (IRI) | 5               |
| 2               | Йожеф Чатари (HUN)        | По очкам                | Альфонс Хечер (FRG)    | 7               |
| 5               | Рышард Длугож (POL)       | Пропускал               |                        |                 |

## Четвёртый круг
| Штрафных баллов | Участник 1                | Результат   | Участник 2             | Штрафных баллов |
| --------------- | ------------------------- | ----------- | ---------------------- | --------------- |
| 7               | Рышард Длугож (POL)       | Ничья       | Васил Тодоров (BUL)    | 3,5             |
| 0               | Иван Ярыгин (URS)         | Туше (2:58) | Абольфазл Анвари (IRI) | 9               |
| 1               | Хорлоогийн Баянмунх (MGL) | Туше (4:27) | Эначе Панаит (ROU)     | 5               |
| 2               | Йожеф Чатари (HUN)        | Пропускал   |                        |                 |

## Пятый круг
| Штрафных баллов | Участник 1                | Результат   | Участник 2          | Штрафных баллов |
| --------------- | ------------------------- | ----------- | ------------------- | --------------- |
| 2               | Йожеф Чатари (HUN)        | Туше (8:56) | Васил Тодоров (BUL) | 7,5             |
| 0               | Иван Ярыгин (URS)         | Туше (1:47) | Эначе Панаит (ROU)  | 9               |
| 1               | Хорлоогийн Баянмунх (MGL) | Пропускал   |                     |                 |

## Финал

### Встреча 1
| Штрафных баллов | Участник 1                | Результат | Участник 2         | Штрафных баллов |
| --------------- | ------------------------- | --------- | ------------------ | --------------- |
|                 | Хорлоогийн Баянмунх (MGL) | По очкам  | Йожеф Чатари (HUN) |                 |
|                 | Иван Ярыгин (URS)         | Пропускал |                    |                 |

### Встреча 2
| Штрафных баллов | Участник 1         | Результат   | Участник 2                | Штрафных баллов |
| --------------- | ------------------ | ----------- | ------------------------- | --------------- |
|                 | Иван Ярыгин (URS)  | Туше (5:21) | Хорлоогийн Баянмунх (MGL) |                 |
|                 | Йожеф Чатари (HUN) | Пропускал   |                           |                 |

### Встреча 3
| Штрафных баллов | Участник 1                | Результат   | Участник 2         | Штрафных баллов |
| --------------- | ------------------------- | ----------- | ------------------ | --------------- |
|                 | Иван Ярыгин (URS)         | Туше (2:04) | Йожеф Чатари (HUN) |                 |
|                 | Хорлоогийн Баянмунх (MGL) | Пропускал   |                    |                 |